# 教宗加犹
教宗聖嘉友（拉丁語：Sanctus Caius PP.；245年—296年4月22日）是283年12月17日－296年4月22日在位的教宗。

## 譯名列表
- ：梵蒂冈广播电台作。
- ：香港天主教教區檔案　歷任教宗作。